# Darinko
Darinko je moško osebno ime.

## Izvor imena
Ime Darinko je moška različica ženskega osebnega imena Darinka.

## Pogostost imena
Po podatkih Statističnega urada Republike Slovenije je bilo na dan 31. decembra 2007 v Sloveniji število moških oseb z imenom Darinko: 43.

## Osebni praznik
V koledarju je ime Darinko zapisano skupaj z imenom Darinka.